# Blaj
Blaj (in ungherese Balázsfalva, in tedesco Blasendorf), è un municipio della Romania di 20 760 abitanti, ubicata nel distretto di Alba, nella regione storica della Transilvania.

## Monumenti e luoghi d'interesse
- Cattedrale greco-cattolica rumena della Santissima Trinità

## Cultura e educazione
Il vescovo Petru Pavel Aron ha aperto, il 21 ottobre 1754 il ginnasio di Blaj, nucleo del futuro Liceo San Basilio Magno.

## Amministrazione

### Gemellaggi
- Allschwil
- Morlanwelz
- Recanati[3]